# イレブン (漫画)
『イレブン』は、原作：七三太朗、作画：高橋広による日本のサッカー漫画。『月刊少年ジャンプ』（集英社）にて1985年5月号から2000年1月号まで連載された。単行本は全43巻、文庫本は全7巻。

## 概要
元日本代表のサッカー選手・青葉洋介を父に持つ主人公・青葉茂が高校でサッカーを始めたことを皮切りに、ユース代表、ブラジル留学、プロサッカー選手と成長を続け、日本代表としてFIFAワールドカップ出場を目指す物語。無名の存在の主人公が、努力と根性で周囲に認められ、新しいステージへ進んでいくといった正統的な内容であるが、中盤以降は必殺技の「ブレ球」（現在でいう「無回転シュート」と原理は同じ）を多用する傾向が強い。作画の高橋広は漫画家のちばあきおの元アシスタントで、ちばの素朴な絵柄を引き継いだ作品となっている。
『イレブン』という題名だが、作中においてそれに纏わるエピソードは特に無く、主人公の青葉の成長に主点を置かれている。作中でも青葉自身は背番号にはあまり拘る描写はない。強いて言えば「リオ・ガルシアFC編」で背番号より「11」（イレブン）と呼ばれる描写のみである。

## ストーリー
高校編
青葉茂は埼玉県の武蔵台高校に入学すると、父の遺志を継いでサッカー部に入部する。茂はサッカー未経験者ながら陸上競技で鍛えた脚力でレギュラーの座を獲得すると、同級生の谷や主将の椿らと共に県大会予選に出場する。弱小チームの武蔵台は強豪の筑紫高校を破りブロック代表となるが、県大会1回戦の相手は堅守とラフプレーが持ち味の真誠館高校となる。茂達は真誠館のパワーに苦戦を強いられるが、粘り強い攻防を続け、PK戦の末にかろうじて勝利を収める。武蔵台は真誠館戦の疲れもあり2回戦で敗退したが、茂は予選6試合で18得点の成績を残す。
世界ユース大会編
高校2年生となった茂は1年時の県大会での活躍が認められ、高校選抜強化合宿に招集される。合宿には全国大会得点王の紅林、同アシスト王の沢野、ブラジル帰りの浦部といった名手が揃う。茂は参加早々から実力差を思い知るが、ユース代表総監督の米山が見守る中、彼らに追いつこうと個人練習に励む。茂は合宿最後の最終選抜テストに挑むと、持ち前の根性と練習の成果が実を結んで合格を果たし、日本ユース代表に選ばれる。
韓国のソウルで行われた世界ユース大会に出場すると1回戦では金順天を擁する韓国、2回戦ではオランダに勝利する。準々決勝は優勝候補ブラジルとの対戦となり、ホセ・ケーナを擁するブラジルの攻撃に圧倒されるが、茂はこれまで練習を続けてきた必殺技「ブレ球」を駆使して勝負を挑む。試合は日本が1点差に詰め寄る健闘を見せたが、試合終了間際のPKを茂が外し3-4のスコアで敗れる。
リオ・ガルシアFC編
世界ユース終了後、高校に戻った茂は県大会優勝を果たし全国大会出場を決めるが、ユース代表監督の米山からはブラジルのプロ養成機関「リオ・ガルシアFC」への留学が持ちかけられる。全国優勝の夢との間で思い悩む茂だが、親友の谷の後押しもありブラジルに旅立つ。ディアボ島での3か月の基礎訓練をチームメイトのジョゼ佐藤の協力や持ち前の成長能力を発揮して乗り越えると、南米各地を転戦する実戦ロードでは、世界ユースで対戦したケーナやスター選手のボボーを擁するサンパウロFCとの対戦を通じて実力を磨いていく。そして実戦ロードを耐え抜いた選手同士による、ボリビアの高地ラパスでの最終戦に勝利し卒業を決める。
ナショナルカップ編
リオガルシア卒業後の進路に迷っていた茂だが（元々プロ志望ではなかった）、ジョゼの誘いにより米山監督が秘密裏に進めていたというワールドカップ制覇のための強化チームに参加し、浦部や沢野と再会する。キャプテンに任命された茂は自己主張の強いメンバーをまとめられるのか思い悩むが、ジョゼの後押しもあり持ち前の努力する姿勢でチームを牽引しようとする。1ヶ月後、ヨーロッパ主催の「ナショナルカップ（架空の大会）」に特別参加。1回戦はホスト国のイングランドと対戦。レネカー、ゲスコインらを相手に健闘。辛くもイングランドに勝利した日本は次戦でイタリアを迎える。ベアリ、バラージ、ゼンバらを相手に奮戦するがPK戦の末に敗退する。
Jリーグ編
帰国後、Jリーグからの要望もありワールドカップ制覇を目的としたチームは一時解散。Jリーグに散っておのおの技を磨くことになった。しかし茂はリオ・ガルシアFC時代のダメージとイタリア戦でのダメージが重なり、骨、腱、靭帯を損傷しており、Jリーグ参加は危ぶまれていた。手術をうけたあと、他のメンバーの活躍を尻目にリハビリに専念。治療後、北海道の「北海道ポラリス（架空チーム）」に入団し、南雲と再会。開幕戦のベルリィ戦では美浦、アンタレス戦ではヂーコと対戦し、その素質を見込まれる。ポラリスは第1ステージを12勝8敗の5位という成績で終える。
OA編
茂は鹿島のヂーコから、アフリカのOA（アフリカサッカー連合）への入団を勧められる。Jリーグ第1ステージ終了後、OAに加入した茂は、ユース時代の戦友であるケーナ（ブラジル）とキム（韓国）に再会する。OAはM1(正メンバー)とM2(準メンバー)に分けられており、青葉はM2としてケーナ達と共に見事M1に勝利する。OAでM1に昇格した茂は「南米オールスター」と対戦。そこで米山監督の息子、ハルオと対戦する。
ワールドカップ編
OAで7か月プレイした後、ハルオと共にワールドカップ日本代表招集のため、一旦帰国した茂はジョゼ、浦部、紅林らと再会する。これにJリーグでプレーする美浦、山中、田中らを加え、ワールドカップ出場に臨む。
アジア予選では緒戦の相手・中国の報道陣をシャットアウトした極秘練習に潜り込んでしまい出場が危ぶまれたり、ワールドカップ出場国予想の賭け(公認)で儲けを企むマフィアか国に、ドーピング検査で陽性が出る薬を混入されたりハプニングも多かったが、本大会出場を決める。
本大会グループリーグではエチオピアに2-1と勝利、ウルグアイに1-1と引分け、デロピエルらを擁するイタリア戦を迎える。日本はイタリアの堅守を崩せず苦戦するが、2-1のスコアで勝利し1位通過を決める。日本は決勝トーナメントにおいてスペインを破ってベスト4まで勝ち進み、3位決定戦に挑んだが敗退した。日本の最終成績は4位、優勝はブラジルだった。
大会後、紅林や田中が欧州のクラブへ移籍する中、茂は欧州からのオファーを断りブラジルのフラメンゴに入団。ジョゼ、ハルオも茂と対戦するためにブラジルのクラブに入団し、共にブラジルに向かうところで物語を終える。

## 登場人物

### 高校編
かつて日本代表だった今は亡き父の遺言を実行した主人公・青葉茂がいよいよサッカーを始める事となる。当初はルールやポジションさえ理解してなかった青葉だが、補欠だったとは言え、「全国制覇した中学出身」の谷のサポートもあり、高校サッカーに情熱を見せる事となる。

#### 県立武蔵台高校
部員が11名に満たない弱小高校であったが、青葉・谷の入学、後輩の明石・室田らの活躍で全国大会に出場する。
青葉茂（あおば しげる）
本作の主人公。青空中学校出身。元日本代表FWの青葉洋介を父に持つ。父は幼少の頃、交通事故でブラジルにて死亡。父の遺言で高校からサッカーを始めるが、それまでは陸上競技で高校生に負けない足腰を鍛えるように言われていた。不器用ながら惜しみない努力と学習意欲で成長を遂げ、やがて世界各国へと活躍の場を広げていく。
谷一郎（たに いちろう）
前年度の全国大会優勝校である静岡・大室中学校出身（補欠）。青葉の親友で、帰国時などに必ず顔を出している。全国大会では青葉抜きで2年時にベスト8、3年時には準優勝。Jリーグ編では浦和ブルズのファーム（2軍）に入団、のちに1軍でベルリィ相手にVゴールを決めた。
小宮朝子（こみや あさこ）
青葉の恋人（青葉談）。青葉は彼女に合わせてサッカー部の弱い武蔵台に進学した。
椿三四郎（つばき さんしろう）
青葉らが1年のときのサッカー部キャプテン。ポジションはキーパー。人数が足りずPK合戦ばかりやっていたためか、当初からシュートを防ぐ能力は高かった。卒業後は大学に合格できず浪人。
花井（はない）
青葉らが1年のときの陸上部キャプテン。中学記録保持者の青葉を入部させるため陸上で勝負し、辛勝するが、青葉のサッカー部への入部を認めた。その後もサッカー部の試合には必ず顔を見せるなど、青葉を気にかけていた。
明石（あかし）
県代表の糸川中学校の元レギュラー。青葉の1年後輩。テクニックを駆使するタイプ。はやくレギュラーになるために層の厚い築紫学園を避け武蔵台に入学し、入部して即レギュラーになる。入学直後に青葉はユースに招集されたのでほとんど一緒にプレーは出来なかったが、谷世代の主力選手となった。
室田（むろた）
県代表の糸川中学校の元レギュラー。青葉の1年後輩。パワーで押すタイプ。以下、「明石」と同文。

#### 茂の家族
青葉洋介（あおばようすけ）
茂の父。サッカー日本代表の名選手だったが、南米遠征中に交通事故に遭い死去。自分がいない時のためにと生前、茂にサッカーノートを書き残していたが、酒に酔った勢いで無茶な練習内容も記されている。
茂の母
茂の理解者の一人。最後のワールドカップ編では夫の遺影を持って試合に駆けつける。

#### 築紫学園
県大会の常連で、県代表になったこともある強豪。武蔵台と同じブロックに所属しており、青葉の初試合はこことの練習試合だった。
会津（あいづ）
センターフォワード。海外交流試合に参加した高校選抜メンバー。並外れた反射神経の持ち主で、低く出された縦パスをトラップせずにその場で回転し加速するようにシュートできる。多彩なテクニックを駆使して武蔵台を苦しめた。
岩城（いわき）
ゴールキーパー。海外交流試合に参加した高校選抜メンバー。素早い反応、正確なゴールキック、的確なディフェンスへの指示などが持ち味。

#### 真誠館高校
Aブロック代表常連。ラフプレーで有名で、退場者を3名出した状態で県代表になったこともある。ブロック予選17得点失点0の成績をひっさげ、県大会1回戦で武蔵台と対戦した。
西垣（にしがき）
キャプテンでゴールキーパー。チーム同様荒っぽい性格。蹴り方やボールの回転を見てシュートコースを判断できるが、基本のなっていない変則的なフォームからのシュートに苦しめられた。
卒業後、同校のコーチを務め、青葉が2年生時に県大会準々決勝で再戦する。しかしユース大会を経て実力を向上させた青葉を視て「相手が悪かった」と完敗を認めた。
567（ごろっち）
背番号5、6、7のチームの攻守の主力選手。ラフプレーで苦しめる。審判の見ていないところで蹴る、スパイクの裏を見せたスライディング等のそれはラフプレーの域を超えている。真誠館の5, 6, 7番は殺しの番号という伝統があり、ときには退場覚悟でやっかいな相手を潰す。
面子は変わるが、青葉の2年生時にも567は編成され、谷からも「去年以上」と警戒されていた。が、ユース大会から帰った青葉は、もはやワールドクラスの選手に成長していた為、県大会レベルの選手では相手にならなかった。

### 世界ユース大会編
真誠館高校に勝利したものの、ケガの影響もあり県大会2回戦で敗退した武蔵台高校の青葉だが、荒削りだがフォワードとしての決定力の高さを見込まれ、かつての父の親友・米山監督にユース大会選考合宿に招かれる。海外留学経験がある浦部、全国屈指のフォワードの紅林、同じく全国区のテクニシャンである沢野の前に自分の実力不足を認識するが、それを努力と根性で補い、遂にミッドフィールダー選考ではあるがメンバー入りを果たす。ユース大会に参加する為に韓国に向かう。

#### 日本代表
紅林（べにばやし）
静岡県出身で、全国大会得点王のフォワード。30メートル離れたところからでもゴールを決める決定力がある。沢野らと共にイタリアに留学したが生き残れず、一時日本代表から外れるが、コロンビアで修行を積みディフェンダーにコンバートされる。
浦部君夫（うらべ きみお）
ブラジル留学帰りのフォワード。ユース時代はディフェンスに向いていないと言われたこともあるが、のちにミッドフィールダー⇒ディフェンダーとなり紅林の控えとなる。Jリーグではアンタレス所属。マンチェスター・ユナイテッドに所属していた事もある。強面で初期は青葉と度々衝突するが、勝利に邁進する青葉の姿に感化され良き兄貴分になっていく。外見と普段の態度と裏腹に権威に弱いところがあり、自分より上手のプロ選手に卑屈な態度で接することもしばしば。外伝で主役を務めたのは彼とジョゼだけ。
沢野太郎（さわの たろう）
秋田県の角曲高校出身。全国大会でアシスト王のミッドフィールダー。青葉にとってはユース招集時から良き理解者だった。東北なまりが特徴。ACミランに所属していた(このときはDFにポジションチェンジしている)。Jリーグではアシスト能力を買われ再びMFとしてベルリィに所属。ワールドカップ編では代表に招集されず、登場しなかった。
立花（たちばな）
全国大会愛知県代表のMF。足のケガを隠して選考合宿にやってきたが、ケガをおして青葉をアシストしたためケガが悪化し合宿を離れる。その後ウルグアイに留学、ワールドカップ編では代表合宿に参加した。
牧田（まきた）
ブラジル留学帰りのDFで、鋭いタックルが持ち味。ユース大会ではDFの要だった。沢野らとともにイタリア留学したが生き残れず、ナショナルカップ編では出番がなかった。しかしその後海外で力をつけ、ワールドカップ編では代表合宿に参加した。
米山亘（よねやま わたる）
日本ユース代表の監督で、元日本代表選手。茂の父とは親友であり、日本をいずれ欧米のような強豪国に育てようと誓いあっていた。後にユース代表選手達を世界中に留学させ、彼らの帰国後は日本代表監督を務めた。

#### 韓国代表
柳仁聖（ユウ・インソン）
フォワード。柔の柳、剛の金と並び称され、観客の老人曰く100年に一人の逸材。柔らかな身のこなしと、体に吸い付いているようなボールコントロールが持ち味。金との変幻自在のパスワーク「パス攻撃」により日本ユースを苦しめた。OA編では、OAに再挑戦するため市内で輪タクをしているところに青葉と会う。青葉がOAの正メンバーになったころには合格し、準メンバー入りしていた。
金順天（キム・スンチョン）
ユース代表時は明言されていないが、おそらくフォワード。OAの準メンバーのときは右SBにいた。柔の柳、剛の金と並び称され、観客の老人曰く100年に一人の逸材。柳との変幻自在のパスワーク「パス攻撃」により日本ユースを苦しめた。OA編では6ヶ月かけて青葉より先に準メンバー入りしており、そこで青葉と再会。アフリカサッカーに慣れない青葉にアドバイスを送った。同じアジア人として頑張る青葉を見て希望を持つ。青葉がOAを去るころには彼も正メンバーになっていた。

#### ブラジル代表
ホセ・ケーナ
フォワード。高い身体能力とスピードを持つストライカーで、ブラジルユース代表として世界ユース大会に出場。茂と対戦し、その成長に目を見張る。世界ユース優勝後にサンパウロFCに入団し、リオガルシアに留学した茂と再び対戦する。さらにOAで茂と再会し「偶にはお前と味方もいい」と期待する。最終的にワールドカップで控えではあるがブラジル代表に選ばれる。
カリーニ
ウイングフォワード。浦部の所属していたチームの選手。二軍の補欠だった浦部がユース代表で驚く。
リベリーノ、カルロス
ブラジルユースの屈強なセンターバック。
ゴールキーパー
名称は不明だが日本戦まで無失点を誇る。青葉達を認め再戦を予見した。

### リオガルシアFC編
ユース大会を終え、武蔵台に戻った青葉だが、米山監督のしつこいブラジルのプロ養成機関「リオガルシアFC」留学の催促を断っていた。しかし、親友・谷の荒療治な送迎の真意を理解した青葉は更なる高みを目指しブラジルに向かう。しかし、ここでも実力差に打ちのめされる。だが、そのレベルの高さが更に青葉を燃えさせる事になる。
ジョゼ佐藤（ジョゼさとう）
フォワード。利き足は左。日系ブラジル人。いわゆる、祖先は移民日本人で大家族であり、実質上家族を養っている。サントスFCに居たが伸び悩んでいた。リオガルシアFCで青葉と出会い、当初は実力不足のうえに甘い考えをもつ青葉を嫌っていたが、祖先のブラジル移民を想起させるひたむきな努力と、成長の早さを目の当たりにし、良き理解者となる。個人技レベルの高いブラジルでも屈指のテクニシャン。リオガルシアを卒業後は日本に帰化し、日本代表として活躍する。Jリーグでも一時プレー(チームは横浜マリンズ)。本作で青葉と「最も長く共にプレーした」選手。知的な風貌とは裏腹に空手の有段者で腕っ節も強い。外伝では主役を務めた。
ネルソン
フォワード。リオガルシアでの青葉の同僚。ファンキーな性格ではあるが、青葉の能力は認めている。セットプレーからのドライブシュートを得意とする。青葉のチームとは途中合流。ナショナルカップではイタリア代表となり青葉と対戦した。
バルド
ディフェンス。当初はフォワードであり、青葉がフォワードで出場している事に不満を持っていた。しかし一緒にプレーしているうちに青葉を認める。このシリーズではしばしば、日本語で会話している青葉とジョゼに不満を持っていた。「生き残り戦」にも出場し最終的に一流プロへの道を手に入れた。その後は不明。
リベラ
青葉の組の主力選手。ポジションは恐らくウイングフォワード。コーナーのキッカー。最終戦までプレー。白人だが国籍は不明。
セザーヌ
青葉と同じ組のキーパー。最終戦ののちコリンチャンスに入ったが、その後OAクラブのアブレの試合に出ていた。
エルネス
ディアボ島で青葉と同室だった背番号8番。高地出身で心肺能力が高く、ランニングでは断トツだった。反面暑さに弱くリオガルシアを落第、最終戦の行われるボリビアのラパスで物売りをしていたところ青葉と再会する。南下ロード組に高地人に伝わる高地順応法を教え、南下ロード組の勝利に貢献した。チャコという妹がいる。
ランス教官
リオガルシアでの青葉の組を担当していた教官。当初、青葉を篩にかけて落そうとしていたが、その恐るべき成長力に目を付け、前例に無かったが会長に直談判し青葉の落第を取り消させた。最後まで青葉達に帯同し、彼らを見守っていた。
パス
最終戦でランス教官が連れてきた外科医。最終戦は反則の判定をわざと甘くしており負傷者が続出するため、ランスは止血の腕に関しては超一流である彼をわざわざメキシコから呼んできた。
ボボー
サンパウロFC所属で現役のブラジルA代表。負傷の為サンパウロ一軍の遠征から外れリオガルシアvsサンパウロ二軍の試合を観戦していたが、不甲斐ないサンパウロ二軍をみて爆発寸前の観衆を鎮めるため途中出場。青葉がサッカー経験が浅い事を見抜き、「ボールとの一体感の不足」を指摘する。青葉が対戦相手の中で彼から得た物は計りしれない。ワールドカップ編では登場しなかった。
ミュレル教官
北上ロード組の教官。ランスには何度も煮え湯を飲まされており、南下組をもっとも警戒していた。
エジーニョ、ロメロ
「生き残り戦」の最終戦の北上チームの主力選手。青葉達、南下チームと対戦。エジーニョは長身で身体能力が高く、ロメロは小柄で俊敏。またロメロはOAに入ろうとしてあぶれ、そのままアフリカに留まりサッカーで稼ぎながら再挑戦を目指していた。
レジェ
北上チーム。ラフプレーを得意とし、仲間からはピラニアと呼ばれていた。ジョゼの空手技を食らい後半は交代した。

### ナショナルカップ編
華やかな「リオガルシアFC」の卒業表彰後にスカウト主催のパーティに参加する青葉だが、プロ入団意欲はなかった。武蔵台に戻る事を望んでいた青葉だが、戦友・ジョゼに「本当にお前の親友（谷）はそれを望んでいるのか?」と疑問をぶつけられる。幾ら死戦を共に歩んだジョゼとは言え、この無神経な発言に激怒した青葉だが谷が米山監督宛てに送った手紙を再度読み返し「青葉は僕達なんかと一緒にやっていては行けない選手」と言う文面を再認識し、武蔵台帰還は断念する事になった。青葉はてっきり、ジョゼが古巣のサントスFCに戻ると思い込んでいたが、「一緒に行こう」と誘ったジョゼの行き先は、なんと日本だった。
南雲（なぐも）
フォワード。他のメンバーと違い海外経験はなく、全国大会も大阪予選決勝で敗退したため全国経験はない。大阪予選の得点王で、弾丸シュートが持ち味だが精度は悪い。成長力を見こまれての選抜であったせいか、他のメンバーとの差は大きかった。青葉は「昔の自分」を見ている様で放っておけなく、彼の面倒を見る。イングランド戦で負傷した熊野に代わって出場し、イタリア戦では負傷した内海に代わって出場。その後は「北海道ポラリス」に入団。ワールドカップ編では代表に招集されなかった。
熊野（くまの）
ユベントスでプレーしていたFW。背面トラップが得意。のちにスペインリーグで活躍。ワールドカップ編では控えだった。
仲居（なかい）
ドイツに留学していたゴールキーパー。合宿食堂で内海や青葉と乱闘するなど、短気な性格。
内海（うつみ）
浦部と同じくイングランドに留学していた。刺客(相手を負傷させプレイ不能に追い込む役)としての訓練を受けており、イタリア戦ではジョゼを相手の刺客から守った。
ミス・スーザン
イングランドのアシスタントデュレクター。日本の練習を偵察をするが「主力を温存しても勝てる」と判断した。プロリーグのスカウトマンでもあり、イングランド敗退後、青葉をスカウトする。青葉に「イタリア代表のデータビデオ」を貸し出す。
Mr.ポー
イングランド代表のミッドフィールダーでマンチェスターの主力選手。試合序盤は浦辺や内海の顔を見分けがつかないなど余裕な態度を示す。
レネカー
イングランド代表のセンターフォワードでメキシコワールドカップの得点王。危機に陥ったイングランドを見かねて前半途中に出場。あっと言う間に得点した。
ゲスコイン
ミッドフィールダー。イングランド代表のゲームメーカー。レネカーと共に投入。
セルトン
ゴールキーパー。イングランド代表。レネカーと共に投入。青葉にオーバーヘッドとロングシュートを決められ2失点。
ベアリ
フォワード。イタリア代表の攻撃の軸で日本を苦しめた。
バラージ
イタリア代表主将。彼のハードマークにより青葉は重傷を負う。リベロと言う特殊なポジションをこなす。
ゼンバ
ゴールキーパー。イタリア代表。連載当時では「世界最高のキーパー」と言われていた。
カッキ
イタリア代表の監督。名将。青葉に脅威を感じバレージ達に潰すよう指示。

### Jリーグ編
ナショナルカップで列強国を苦しめた青葉の評価は世界では、うなぎ登りであった。しかし、スポーツ新聞各紙は青葉本人すら知らない事実を掴んでいた。青葉は手術を受けないといけないほどの重症だった。開幕直前のJリーグに参加を夢見る青葉であるが、重度のケガにより復活は困難と判断した各チームは交渉を断念。同じくJリーグに参加したジョゼのエピソード（読み切り番外編）が、この青葉のリハビリ中の話である。リハビリ後、同じ病院で偶然リハビリをしていた「北海道ポラリス」のオーナー、原田会長からスカウトを受ける。青葉は「北海道ポラリス」に入団、開幕から活躍し強豪チームを苦しめた。
原田
「北海道ポラリス」の母体である大和製紙の会長。ポラリスのオーナーもつとめる。青葉が入院、リハビリしていた山の上医科大病院で彼もリハビリをしており、青葉のリハビリ中の努力を間近で見ていたため復活を確信、ポラリスにスカウトした。
生田
ポラリスの監督。選手集めに世界中を回ったため、10ヶ国語近く話せる。
美浦
ブラジルのプロとして活躍した経験のあるベルリィのエースで、ブラジル留学経験のある青葉に対しライバル心を見せる。ワールドカップ編では青葉達、海外組と双璧を成すJリーグ組のリーダーとして再登場し、代表招集時もわだかまりを残していたが、お互い認め合うことになる。アジア予選のみ登場で本戦からは登場せず。
ヂーコ
代表から退き、アンタレスでプレーしていたが、初対戦で青葉の伸び代を見抜き「OA」に推薦する。彼曰く「こう青葉に活躍されては我々助っ人（恐らく当時ではリネカー、リトバルスキーなど）が活躍出来ない」とのことで、それだけ青葉を買っていた。

### OA編
ポラリス対アントラーズ戦は正に青葉対ジーコであった。ジーコは「（Jリーグは青葉には狭すぎるので）彼には暑い国に行って頭を冷やして貰おう」とジーコ自身が企画しているアフリカのサッカー選手養成機関 OA＝オフィシャル・アフリカ　ONE AFRICA(ワン・アフリカ）に青葉を推薦する。またしても当初は苦戦する青葉であるが、その順応性の高さを見抜いているケーナ、キムにとっては「青葉は必ずやる奴だ」と言う存在であった。OAは、ほぼアフリカの黒人選手で占められるが青葉（日本）、ケーナ（ブラジル）、キム（韓国）、ウィンパー（イングランド）などの選手も所属している多国籍軍団である。
ギンタ
エチオピア出身のOAジュニアに受験に来た少年。貧困の為ボールも買えず青葉にボールを貰い青葉のプレーを観て以後尊敬する様になる。後にエチオピア代表となり、ワールドカップで対戦した。
ムサビ
OA準メンバー(M2)の主力選手でフォワード。紅白戦で青葉と一戦交え青葉の実力を認める様になる。青葉達と共にM1に勝利し、青葉、ケーナ、ダル、ウィンパーと共に正メンバーに昇格する。
ダル
OA準メンバー(M2)のゴールキーパー。優れた第六感を持っているが、それでもM1、M2を行き来している(M1のキーパー・ポカラは「M2から這い上がれない」と呟いているが、その後ダルはM1に居続けた)。M1・M2対戦は彼の活躍もあり正メンバーに勝利し昇格を果たす。
ウィンパー
かつてはイングランド代表にもなった、白人選手。ナショナルカップで対戦した日本代表の青葉のプレーをベンチで視ていた為、青葉を加入直後から要注意選手として警戒していた聡明な人物。同時に青葉がOA準メンバー(M2)に加入した事に寄りOA正メンバー(M1)への昇格へ希望を持つ事になる。ポジションは青葉と同じく攻撃的ミッドフィールダー。
サラガ
OA正メンバー(M1)の主力選手で、アフリカで3本の指に入ると言われるプレイヤー。ポジションはフォワード。
フィディン
OA正メンバー(M1)の主力選手で、アフリカで3本の指に入ると言われるプレイヤー。ポジションはミッドフィールダー。
オセリー
OA正メンバー(M1)の主力選手で、アフリカで3本の指に入ると言われるプレイヤー。ポジションはリベロ。試合ではキャプテンをつとめる。
ポカラ
OA正メンバー(M1)の主力選手で、ポジションはゴールキーパー。第六感に優れ、PK阻止率世界一を誇る。
ハルオ・Y（米山春男）
「南米オールスター」としてOA所属の青葉と対戦。7歳の頃からアルゼンチンでプレーし、マラドーナの再来と言われていた。日本代表監督、米山氏の息子。ワールドカップではジョゼを差し置いて青葉の一番のパートナーとなる。
バルデマラ
「南米オールスター」としてハルオと共にOAチームと対戦。当初は青葉を見縊っていた。本来なら紅林が出場するはずだったが、怪我のため代わりに出場。

### ワールドカップ編
南米選抜のハルオとの対戦を経て、OAで充実する日々を送る青葉であったが監督から涙ながら解雇を言い渡される。それは「日本代表としてのワールドカップ予選の選手の招集」の為。当初は反発した青葉だが監督から「お前は何の為にここに来たんだ?」と言われ「自分は日本を背負う選手」としての自覚を思い出す。各々の国の選手のケーナ、キム、ウィンパーも自国の為にOAを脱退した。いよいよ本作のクライマックスが始まる。
田中
青葉と共にワールドカップ本戦に出場。
デロピエル
イタリア代表の主力フォワード。グループリーグで日本と対戦。

## 書誌情報
- 七三太朗（原作）・高橋広（作画） 『イレブン』集英社〈ジャンプ・コミックス〉、全43巻

1. 1985年12月発売、ISBN 4-08-851861-6
2. 1986年5月発売、ISBN 4-08-851862-4
3. 1986年10月発売、ISBN 4-08-851863-2
4. 1987年3月発売、ISBN 4-08-851864-0
5. 1987年9月発売、ISBN 4-08-851865-9
6. 1987年11月発売、ISBN 4-08-851866-7
7. 1988年3月発売、ISBN 4-08-851867-5
8. 1988年11月発売、ISBN 4-08-851868-3
9. 1989年2月発売、ISBN 4-08-851869-1
10. 1989年6月発売、ISBN 4-08-851870-5
11. 1989年9月発売、ISBN 4-08-851817-9
12. 1989年11月発売、ISBN 4-08-851818-7
13. 1990年1月発売、ISBN 4-08-851819-5
14. 1990年3月発売、ISBN 4-08-851820-9
15. 1990年5月発売、ISBN 4-08-851775-X
16. 1990年7月発売、ISBN 4-08-851776-8
17. 1990年11月発売、ISBN 4-08-851777-6
18. 1991年3月発売、ISBN 4-08-851778-4
19. 1991年6月発売、ISBN 4-08-851779-2
20. 1991年9月発売、ISBN 4-08-851780-6
21. 1992年3月発売、ISBN 4-08-851262-6
22. 1992年8月発売、ISBN 4-08-851262-6
23. 1992年12月発売、ISBN 4-08-851264-2
24. 1993年4月発売、ISBN 4-08-851265-0
25. 1993年8月発売、ISBN 4-08-851266-9
26. 1993年12月発売、ISBN 4-08-851267-7
27. 1994年4月発売、ISBN 4-08-851268-5
28. 1994年9月発売、ISBN 4-08-851269-3
29. 1995年1月発売、ISBN 4-08-851270-7
30. 1995年5月発売、ISBN 4-08-851227-8
31. 1995年11月発売、ISBN 4-08-851228-6
32. 1996年4月発売、ISBN 4-08-851229-4
33. 1996年9月発売、ISBN 4-08-851230-8
34. 1997年2月発売、ISBN 4-08-872079-2
35. 1997年7月発売、ISBN 4-08-872080-6
36. 1997年12月発売、ISBN 4-08-872080-6
37. 1998年5月発売、ISBN 4-08-872559-X
38. 1998年11月発売、ISBN 4-08-872635-9
39. 1999年1月発売、ISBN 4-08-872662-6
40. 1999年4月発売、ISBN 4-08-872704-5
41. 1999年7月発売、ISBN 4-08-872744-4
42. 1999年11月発売、ISBN 4-08-872795-9
43. 2000年3月発売、ISBN 4-08-872842-4

- 七三太朗、高橋広 『イレブン』講談社〈講談社漫画文庫〉、全7巻

1. 2003年7月11日発売、ISBN 4-06-360586-8
2. 2003年8月12日発売、ISBN 4-06-360587-6
3. 2003年9月12日発売、ISBN 4-06-360588-4
4. 2003年10月10日発売、ISBN 4-06-360589-2
5. 2003年11月12日発売、ISBN 4-06-360590-6
6. 2003年12月12日発売、ISBN 4-06-360591-4
7. 2004年1月9日発売、ISBN 4-06-360592-2